# مرتد فطری
مرتد فِطری در فقه شیعه به شخصی گفته می‌شود که در خانواده مسلمان زاده شده باشد به طوری که، پدر یا مادرش یا هر دو، مسلمان باشند و بعد از بلوغ، محققانه از اسلام رویگردان شود. مجازات چنین فردی براساس فقه شیعه اعدام است.

شیخ طوسی از علمای بزرگ شیعه در مورد مرتد فطری می‌گوید؛
مرتد بر دو قسم است: یکی از آن‌ها بر اساس فطرت اسلام در میان مسلمانان متولد شده‌است، پس وقتی مرتد شد باید کشته شود و توبه او نیز پذیرفته نمی‌شود.
اکثر فقه‌های شیعه بر این باورند حکم مرتد فطری یعنی قتل به صورت عموم بوده و شامل صورت توبه و عدم توبه می‌شود، به این معنا که توبه مرتد هیچ اثری در حکم قتل وی ندارد، و به محض اثبات ارتداد، شخص مرتد باید کُشته شود. همچون علاوه بر اجرای مجازات قتل احکامی مانند فسخ عقد زناشویی بدون نیاز به اجرای صیغه طلاق و بی‌اعتبار شدن مالکیت وی نسبت به اموالی که قبل از ارتداد داشته‌است، نیز از دیگر مجازات‌های اسلامی برای مرتد فطری محسوب می‌شود.

## شرایط
از نظر فقه‌های امامیه دو گونه مرتد وجود دارد: فطری و ملی. اگر مسلمان‌زاده‌ای از دین خود خارج شود، از نوع نخست به‌شمار می‌آید و اگر کافری پس از گرویدن به اسلام به کفر بازگردد، به‌عنوان مرتد ملی شناخته می‌شود. این تقسیم‌بندی نزد فقه‌های شیعه از آنجاست که بین دو نوع مرتد از نظر مجازات تفاوت قائل شده‌اند، اما فقهای اهل سنت برای هر دو، مجازاتی یکسان مطرح کرده‌اند.
معیار فقه‌های امامیه برای تشخیص فطری بودنِ مرتد یکی از این عناصر است: انعقاد نطفه در خانوادهٔ مسلمان، ولادت از والدین مسلمان، بلوغ در دامان پدر و مادر مسلمان. محمدحسن نجفی مشروحاً به نقد نظریات مختلف پرداخته، و عنصر «انعقاد نطفه» را ترجیح داده‌است؛ بر این پایه، اگر والدین طفل پس از انعقاد مرتد گردند، وی همچنان فطرتاً مسلمان خوانده می‌شود. اما از نظر مجازات، فقهای امامیه علاوه بر قتل، عقوبت‌های زیر را برای مردی که مرتد فطری است در نظر گرفته‌اند:
1. جدایی از همسر
2. تقسیم اموال بین ورثه.[۶]